# Halssinsaari (ö, lat 60,43, long 26,99)
Halssinsaari är en ö i Finland.   Den ligger i kommunen Kotka i  landskapet Kymmenedalen, i den södra delen av landet, 120 km öster om huvudstaden Helsingfors.